# Список умерших в 642 году

## Январь
- 1 января — Халид ибн аль-Валид, исламский полководец и один из сподвижников пророка Мухаммада.
- Домналл мак Аэдо, король Кенел Конайлл (будущего Тирконнелла) (615—642) и верховный король Ирландии (628—642).

## Март
- 21 марта — Кир, патриарх Александрийский (630—642).

## Август
- 5 августа:
  - Освальд, король Нортумбрии (634—642);
  - Эйлит ап Кинан, король Поуиса (613/615—642);
  - Эова, король Мерсии (ок. 626—642).

## Октябрь
- 12 октября — Иоанн IV, Папа Римский (640—642).

## Дата смерти неизвестна или требует уточнения
- Аиульф I, герцог Беневенто (с 641).
- Домналл I, король гэльского королевства Дал Риада (629—642).
- Зайнаб бинт Джахш, одна из жён пророка Мухаммада, мать правоверных.
- Марданшах, сасанидский военачальник.
- Мута Дейлеми, царь дейлемитов.
- Нантильда, вторая жена короля франков Дагоберта I.
- Неофит Урбнисский, православный святой.
- Оттон, майордом Австразии (с 640).
- Тулайха, лидер племени Асад и один из «лжепророков» Аравии.
- Тульга, король вестготов (639—642).
- Флаохад, майордом Бургундии (642).
- Шахрвараз Джадуя, сасанидский военный деятель.